# His Athletic Wife
His Athletic Wife er en amerikansk stumfilm fra 1913.

## Medvirkende
- Wallace Beery som Mr. Strong
- Gertrude Forbes som Mrs. Strong
- Robert Bolder